# Herzgeräusch

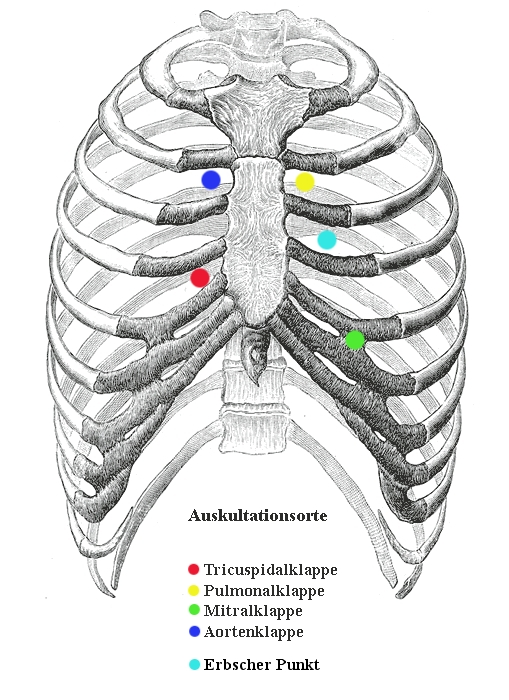
Auskultationsorte der Herztöne

Als Herzgeräusch bezeichnet man ein meist pathologisches, im oder am Herzen entstehendes Geräusch bzw. länger als 0,1 Sekunde anhaltendes Schallphänomen, das von außen am Brustkorb gehört werden kann. Dazu bedient man sich eines Stethoskops (Auskultation) oder Mikrofons (Phonokardiografie), bei lauten Geräuschen reicht auch ein auf den Brustkorb gelegtes Ohr. Herzgeräusche sind nicht mit den „normalen“ Herztönen zu verwechseln. Herztöne können bei jedem gesunden Menschen gehört werden, Herzgeräusche weisen dagegen in der Regel auf ein Krankheitsbild hin. Ein systolisches Herzgeräusch (Systolikum) tritt während der Auswurfphase (Systole), ein diastolisches Herzgeräusch (Diastolikum) hingegen während der Füllungsphase (Diastole) des Herzens auf. Seltener sind kontinuierliche (systolisch-diastolische) Geräusche, die jedoch nicht am Herzen selbst entstehen.

## Terminologie – Einteilung
Neben der o. g. Einteilung in systolisch, diastolisch und kontinuierlich, oder der Einteilung in „organische“, „funktionelle“ und „akzidentelle“  Herzgeräusche, werden Herzgeräusche häufig nach ihrer Lautstärke, dem Ort der größten Lautstärke bzw. lautesten Wahrnehmung (Punctum maximum, abgekürzt p. m. oder PM), ihrem Geräuschmuster und ihrer Geräuschqualität eingeteilt.

### Lautstärke der Herzgeräusche
Die Lautstärke oder Intensität eines Geräuschs wird nach Samuel A. Levine in sechs Graden (oder sechs Sechstel) klassifiziert.
Grad 1 (1/6)
Sehr leise, erst erkennbar, wenn man sich etwas „eingehört“ hat (sog. „Chefarzt-Herzgeräusch“ oder „Kardiologen-Herzgeräusch“). Evtl. nicht in jeder Körperhaltung hörbar.
Grad 2 (2/6)
Leises, aber unmittelbar beim Auflegen des Stethoskops hörbares Geräusch, Leiser als das Atemgeräusch.
Grad 3 (3/6)
Mäßig laut, etwa in der Lautstärke des Atemgeräusches.
Grad 4 (4/6)
Sehr lautes Geräusch, mit tastbarem Schwirren, lauter als das Atemgeräusch.
Grad 5 (5/6)
Sehr laut, mit tastbarem Schwirren. Auch hörbar, wenn das Stethoskop nur teilweise auf die Brustwand aufgelegt ist.
Grad 6 (6/6)
Sehr laut, auch hörbar, wenn das Stethoskop etwas von der Brustwand abgehoben ist (Distanzgeräusch).
Der Ort größter Lautstärke wird anatomisch (Beispiel: „zweiter Interkostalraum rechts“, abgekürzt „2. ICR re.“) oder nach der vermutlich verursachenden Herzklappe (Beispiel: „Aortenareal“) beschrieben.
Das Geräuschmuster wird als ansteigend (crescendo), abfallend (decrescendo), ansteigend und wieder abfallend („spindelförmig“) oder bandförmig (gleichbleibend) beschrieben (vgl. Tonstärke) und die Geräuschqualität häufig mit Begriffen wie rau, reibend, hauchend, gießend oder musikalisch belegt.
Auch die Dauer (früh-, mittel- oder spätsystolisch bzw. -diastolisch) und die Ausstrahlung (in die Halsschlagadern oder die Achselhöhle) eines Herzgeräusches können von Bedeutung sein.
Holosystolisch nennt man ein Geräusch, das sich über die ganze Systole ausbreitet. Mesosystolisch ist ein in deren Mitte gelegenes.

## Bedeutung

### Systolisches Herzgeräusch
Ein systolisches Herzgeräusch kann insbesondere bei Kindern, Jugendlichen, Schwangeren und bei Aufregung oder nach Anstrengung völlig normal sein. Es heißt dann auch akzidentelles Herzgeräusch. Akzidentelle Herzgeräusche treten insbesondere bei Kindern häufig auf und sind ohne Krankheitswert.
Bei Erwachsenen sind systolische Herzgeräusche meistens Ausdruck einer krankhaften Störung der Strömung im Herzen, zum Beispiel
- einer Öffnungsbehinderung einer Taschenklappe (Aortenklappenstenose, -sklerose oder Pulmonalklappenstenose) oder
- einer Schlussunfähigkeit einer Atrioventrikularklappe (Mitralinsuffizienz oder Trikuspidalinsuffizienz).
- Seltenere Ursachen eines Systolikums sind die Hypertrophische Kardiomyopathie, der Ventrikelseptumdefekt oder die Aortenisthmusstenose.

### Diastolisches Herzgeräusch
Ein diastolisches Geräusch weist immer auf einen krankhaften (pathologischen) Prozess am Herzen hin. Dabei handelt es sich um
- eine Schlussunfähigkeit einer Taschenklappe (Aorteninsuffizienz oder Pulmonalinsuffizienz) oder
- eine Verengung einer Atrioventrikularklappe (Mitralstenose oder die sehr seltene Trikuspidalstenose)

### Sonstiges Herzgeräusch
Kombinierte Aortenklappenfehler (Aortenstenose und -insuffizienz) sowie viele komplexe Herzfehler führen zu systolisch-diastolischen Geräuschen. Sehr typisch für den offenen Ductus arteriosus ist ein solches Geräusch, wenn es unterhalb des linken Schlüsselbeines am lautesten ist (→ Maschinengeräusch). Auch das sogenannte Perikardreiben bei einer Herzbeutelentzündung (Perikarditis) ist typischerweise sowohl in der Systole als auch in der Diastole vernehmbar.

### Einteilung in organische, funktionelle und akzidentelle Geräusche
Organische Herzgeräusche sind durch Turbulenzen an verengten oder funktionseingeschränkten Herzklappen, an Herz- oder Gefäßmissbildungen entstehende Geräusche.
Funktionelle Herzgeräusche entstehen durch ein vergrößertes Herzschlagvolumen mit erhöhter Flussgeschwindigkeit durch eine relative enge Öffnung.
Akzidentelle Herzgeräusche haben keine pathognomonische Bedeutung und sind nicht durch einen bestimmten Entstehungsmechanismus und Entstehungsort charakterisiert.

### Für den Patienten
Da manche Herzgeräusche völlig normal sind und andere bereits bei leichten krankhaften Veränderungen auftreten können, lässt der Geräuschbefund allein meist noch keine Aussage über dessen Bedeutung zu. Zwar können kardiologisch erfahrene Ärzte mit den Befunden der körperlichen Untersuchung einschließlich Auskultation oft bereits eine recht genaue Diagnose stellen, zuverlässig aber lässt sich die Ursache eines Herzgeräusches oft erst mit Hilfe der Echokardiografie klären.